# وان يان ليانغ
وان يان ليانغ (24 فبراير 1122 – 15 ديسمبر 1161)، ولقبه الرسمي أمير هيلينغ (أو ملك هيلينغ)، هو رابع إمبراطور في سلالة جين، السلالة الحاكمة لشمال الصين بين القرنين الثاني عشر والثالث عشر.